# Marianna Csörnyei
Marianna Csörnyei (n. 8 octombrie 1975, Budapesta) este o femeie-matematician maghiară.
Domeniul său de activitate cuprinde analiza matematică, în special analiza numerelor reale, teoria măsurii și spațiile Banach.
În prezent, este profesoară la University College London.
Ca recunoaștere a valorii contribuțiilor sale, în 2002 a obținut două premii: Whitehead Prize (din partea London Mathematical Society) și Royal Society Wolfson Research Merit Award (din partea Royal Society).